# Hauteroche (Côte-d'Or)
 Hauteroche  es una población y comuna francesa, en la región de Borgoña, departamento de Côte-d’Or, en el distrito de Montbard y cantón de Venarey-les-Laumes.

## Demografía
| 118 | 95 | 72 | 74 | 86 | 83 |
| Para los censos de 1962 a 1999 la población legal corresponde a la población sin duplicidades (Fuente: INSEE [Consultar]) |    |    |    |    |    |